# Centre de détention de Koné
Le centre de détention de Koné est un établissement pénitentiaire français situé dans la commune de Koné, en Nouvelle-Calédonie (Province Nord). Ouvert en 2023, sa capacité d'accueil s'élève à 120 personnes détenues. 

## Histoire
La construction d'un second établissement pénitentiaire en Nouvelle-Calédonie, complémentaire au centre pénitentiaire de Nouméa (Camp-Est), est issu d'une volonté ancienne concrétisée en 2013 puis en mars 2015 avec la signature d'une convention entre l'État et la province Nord. Localement, elle s'inscrit dans le renforcement du pôle justice de la province Nord constitué d'une section détachée du tribunal de première instance et d'une antenne du service pénitentiaire d'insertion et de probation (SPIP).  
Le centre de détention de Koné est ensuite intégré au plan de construction de 15 000 nouvelles places de prison annoncé par le président de la République Emmanuel Macron en 2018.  
Le projet représente un coût de 6,4 milliards de francs Pacifique, sachant que le terrain de 6 hectares a été cédé à titre gratuit par la province Nord à l'État.  
L'arrivée des premiers détenus, initialement programmée pour octobre 2022, intervient finalement le 6 février 2023. 

## Localisation
L'établissement est situé à Koné, chef-lieu de la province Nord, sur la Grande Terre, l'île principale de Nouvelle-Calédonie. Il est accessible par une route construite pour l'occasion.  

## Description
En France, un centre de détention est un établissement pénitentiaire recevant des personnes condamnées à plus de deux ans d'emprisonnement et présentant les meilleures perspectives de réinsertion. Dès lors, le régime de détention est essentiellement tourné vers la prévention de la récidive : près de 50 % de la surface du centre est consacrée au pôle d'insertion et de prévention de la récidive et un espace de 3 000 m2 est dédié à une formation maraîchère. 
Le centre de détention de Koné comprend 12 bâtiments installés sur un terrain de 6 hectares. Il dispose d'une capacité opérationnelle de 120 places ; s'agissant d'un établissement pour peines, l'encellulement est individuel et l'établissement ne connaît pas de surpopulation carcérale.   
Son architecture est fortement inspirée du mode de vie océanien. La plupart de ses bâtiments sont construits de plain-pied et intègre des éléments tels que lieux de vie communautaires et vastes espaces extérieurs. Un espace d'échange de type faré est installé au sein des parloirs et un espace a été réservé dans l'enceinte pour la construction d’une case Kanak par les personnes détenues.  
L'établissement est rattaché à la direction des services pénitentiaires d'outre-mer. Il est situé dans le ressort de la cour d'appel de Nouméa et du tribunal de première instance de Nouméa.